# Glomus multicaule
Glomus multicaule är en svampart som beskrevs av Gerd. & B.K. Bakshi 1976. Glomus multicaule ingår i släktet Glomus och familjen Glomeraceae.   Inga underarter finns listade i Catalogue of Life.